# Марвели
«Марвели» (англ. The Marvels) — американський супергеройський фільм про Керол Денверс, персонажа коміксів видавництва Marvel Comics, спродюсований Marvel Studios з Walt Disney Studios Motion Pictures у ролі дистриб'ютора. Тридцять третя стрічка в рамках Кіновсесвіту Marvel (КВМ) і третя стрічка п'ятої фази Саги Мультивсесвіту. Фільм анонсований у квітні 2020, прем'єра відбулася 9 листопада 2023 року. Режисерка стрічки Ніа Дакоста, сценаристка — Меґан Макдоннелл. До головної ролі повернулася Брі Ларсон, також у фільмі зіграли Іман Веллані і Тейона Перріс.
Фільм розповідає про команду трьох героїнь під назвою «Марвели» (буквально «Дива»): Керол Денверс, Камалу Хан і Моніку Рамбо. Їхні суперсили виявляються сплутані через прагнення володарки інопланетної імперії крі врятувати рідний світ ціною інших планет. «Марвели» вирушають на пошуки способу повернути свої нормальні здібності та завадити крі знищити інші планети.
Фільм отримав змішані відгуки критиків і став касовим провалом, зібравши у світовому прокаті $197 млн при кошторисі $274,8 млн, ставши найменш касовим фільмом КВМ.

## Сюжет
30 років тому Керол Денверс знищила Абсолютний інтелект, штучний інтелект, який керував імперією крі. Це призвело до громадянської війни та спустошення рідної планети крі, Хали.
Дар-Бенн, нова правителька крі, знаходить на далекій планеті один з двох легендарних Квантових браслетів. Вона користується силою браслета, щоб створити «точку стрибка» — міжпросторовий портал, яким можна миттєво подорожувати по всесвіту. Це впливає і на космічну станцію Т.Е.С.А.К., якою керує Нік Ф'юрі. Капітан Моніка Рамбо досліджує точку стрибка біля станції, в той час як Денверс досліджує точку стрибка, що лишилася після відбуття Дар-Бенн. Коли обидві жінки торкаються точок стрибка, Рамбо й Денверс міняються місцями. Камала Хан, яка володіє другим Квантовим браслетом, випадково міняється місцями з двома іншими героїнями. Вони декілька разів переносяться між будинком Камали на Землі, околицями Т.Е.С.А.К.а та зорельотом крі, котрі помітили аномальну активність. У результаті Камала ледве не розбивається, опинившись високо в повітрі, а в її будинку опиняються двоє солдатів крі.
Після того, як три героїні повертаються на свої колишні місця, Ф'юрі та Рамбо відвідують Камалу на Землі. Рамбо припускає, що їхні здібності, засновані на керуванні світлом, пов'язані через квантову заплутаність, і що вони міняються місцями, коли хтось із трьох користуються своїми суперсилами.
У пошуках способу позбутися заплутаності троє героїнь вирушають до колонії скруллів-біженців на планеті Тарнакс, яку відвідує Дар-Бенн. Спершу Дар-Бенн пропонує скруллам офіційно ввійти до імперії крі задля взаємної вигоди. Проте поява Денверс спонукає її думати, нібито крі заманили її в пастку. Дар-Бенн вирішує помститися та створює точку стрибка, якою переносить атмосферу з Тарнакса на Халу.
Поки на Халі відновлюється повітря, придатне для дихання, Тарнакс спустошують катаклізми. Денверс, Рамбо та Камала утворюють команду, яку Камала називає «Марвели». Денверс пояснює, що Квантові браслети в поєднанні з молотом Дар-Бенн, «Абсолютною зброєю», дозволяє створювати нові точки стрибка. Героїні роблять висновок, що наступною ціллю Дар-Бенн буде планета, звідки вона вкраде воду.
«Марвели» досягають ймовірної цілі, вкритої водою планети Аладна, раніше за Дар-Бенна, намагаються попередити населення про загрозу. Завадою стає те, що жителі Аладни спілкуються виключно співаючи. Прибуває Дар-Бенн, створює точку стрибка та ледь не відбирає Квантовий браслет у Камали, змушуючи «Марвелів» відступити. Останньою ціллю Дар-Бенн обирає Сонце, щоб відновити згаслу зорю рідної планети.
Тоді «Марвели» наздоганяють Дар-Бенн, але вона викрадає браслет Камали та створює велику точку стрибка, що починає неконтрольовано розширюватися. Це знищує Дар-Бенн, розриває заплутаність героїнь, але точка стрибка продовжує розширюватися. Камала повертає свій браслет і разом з Денверс об'єднує сили, забезпечивши Рамбо достатньою енергією для закриття точки стрибка. Камала повертається на Землю, а Денверс до зорі Хали, де використовує свою силу, щоб розпалити зорю заново.
Надихнувшись своїми пригодами, Камала шукає інших юних героїв, починаючи з Кейт Бішоп. У середині титрів Рамбо отямлюється в лікарні та бачить свою матір в образі героїні Бінар. До палати входить один з Людей Ікс, мутант Звір, і пояснює, що Рамбо якимось чином потрапила до паралельного світу.

## У ролях
- Брі Ларсон — Керол Денверс / Капітан Марвел: колишня пілот ВПС США, яка в результаті зміни ДНК отримала надздібності: надлюдську силу, енергетичні заряди й політ.[5]
- Іман Веллані — Камала Хан / Міс Марвел: підліток з Джерсі-Сіті, фанатка Керол.[6]
- Тейона Перріс — Моніка Рамбо: агент М. Е. Ч.а, дочка Марії Рамбо, подруги і колеги Керол.[7]
- Семюел Л. Джексон — Нік Ф'юрі: колишній директор Щ.И.Т.а.
- Заві Ештон — Дар-Бенн: воїн-крі, володарка одного з Квантових браслетів
- Пак Со Джун — Принц Ян
- Лашана Лінч — Марія Рамбо
- Тесса Томпсон — Валькірія
- Гейлі Стайнфельд — Кейт Бішоп / Соколине Око

## Виробництво

### Розробка
Напередодні виходу «Капітана Марвел» (2019) виконавиця головної ролі Брі Ларсон висловила інтерес до продовження з участю персонажа Камали Хан, відомої як Міс Марвел. Продюсер Кевін Файгі раніше заявляв, що у нього є плани представити Камалу в Кіновсесвіті, і це станеться після виходу «Капітана Марвел», оскільки Камала надихалася саме Керол Денверс. Пізніше в роботу був запущений серіал «Міс Марвел» для випуску в 2021 році на Disney +, на роль головної героїні Камали Хан вибрали молоду актрису Іман Веллан. У березні 2019 року Файгі сказав, що у Marvel Studios було кілька «досить дивних» ідей для продовження «Капітана Марвел», дія якого може відбуватися як в період 1990-х років, що і було в першому фільмі, так і в наші дні. Лаша Лінч висловила зацікавленість у поверненні до ролі Марії Рамбо, навіть якщо дії сиквела будуть відбуватися в сьогоденні. На Comic-Con в Сан-Дієго в липні 2019 року Файгі підтвердив плани зі створення сиквела «Капітана Марвел».
Офіційна розробка фільму почалася в січні 2020 року, коли Меган МакДоннелл, яка раніше працювала з Marvel Studios над серіалом «ВандаВіжен», розпочала переговори про написання сценарію. Було підтверджено, що Ларсон повернеться в ролі Керол, а замість режисерів і співавторів сценарію першого фільму Анни Боден і Раяна Флека студія сподівалася найняти режисерку. Передбачалося, що дії фільму відбуватимуться в наші дні, а його випуск очікується в 2022 році. У квітні 2020 року Disney призначала вихід фільму на 8 липня 2022 року, цю дату студія раніше зарезервувала для безіменного фільму Marvel. У серпні того ж року Ніа Дакоста була найнята для постановки фільму. Джастін Кролл з Deadline Hollywood назвав це «ще одним знаком того, що Marvel продовжує урізноманітнити свої фільми», так як Дакоста стала першою чорношкірою жінкою, найнятої Marvel Studios в якості режисерки. Студія також розглядала кандидатури Олівії Вайлд і Джеймі Беббіт, але заявили, що Дакоста «якийсь час» мала перевагу серед інших. Річард Ньюбі з The Hollywood Reporter відчував, що наймання Дакости може привнести «нову динамічну енергію» в КВМ і франшизу Капітана Марвел, описуючи Дакосту як «режисерку, яка любить кидати виклик упередженим уявленням про відносини між персонажами і історіями». Ньюбі відчував, що фільм може досліджувати рішення Денверс покинути Землю і її положення як наймогутнішої істоти у Всесвіті з точки зору Моніки Рамбо, чорношкірої жінки з сучасної Америки.
Файгі оголосив назву фільму «Марвели» в грудні 2020 року з новою датою виходу — 11 листопада 2022 року. Він офіційно підтвердив участь Дакости і оголосив, що Іман Веллані знову зіграє Камалу Хан / Міс Марвел, а Тейона Перріс повернеться до ролі подорослішої Моніки Рамбо, зіграної нею в серіалі «ВандаВіжен».

## Випуск
Раніше був запланований вихід на 8 липня 2022 року. Згодом «Марвели» перенесли на 11 листопада 2022 року.
Згодом прем'єру знову перенесли на 10 листопада 2023 року.

## Касові збори
«Марвели» зібрали $81,2 млн доларів у США й Канаді та $116,5 млн на інших територіях, разом по світу $197,7 млн. Це найнижчі касові збори серед фільмів КВМ.

## Критика
На агрегаторі Rotten Tomatoes фільм зібрав 61 % схвальних відгуків критиків із середнім балом 5,9/10. Критичний консенсус вебсайту стверджує: «Кумедними, освіжаюче короткими і піднесеними хімією трьох головних постатей, „Марвелами“ легко насолоджуватися миттєво, незважаючи на їхній неохайний сюжет і переплутані тональні зміни». На Metacritic середня оцінка фільму складає 50 балів зі 100, що вказує «змішані або посередні» оцінки. Авдиторія, опитана CinemaScore, поставила фільму середню оцінку «B» за шкалою від A+ до F, що поставило «Марвелів» поряд з фільмами «Вічні» (2021) і «Людина-мураха та Оса: Квантоманія» (2023) як найнижче оціненими фільмами КВМ. Тоді як респонденти PostTrak дали фільму 73 % позитивних оцінок.
Браян Лоурі з CNN причинами провалу «Марвелів» назвав перенасичення потокових відеосервісів творами про супергероїв і високу кульмінацію попередніх фільмів, рівня якої не вдалося досягнути в продовженнях. «Марвели», на думку критика, мають надто м'який вигляд, коли варто було ризикнути, і найбільш інтригує не сам фільм, а сцена після титрів.
Гелен Огара у Empire підкреслила, що фільм отримав незаслужену критику ще до виходу і Камала Хан робить неоціненний вклад до фільму. Вона жвава та щира, а її батьки вносять комізм і трохи емоційності. Камала стоїть між Керол Денверс із неспокійним минулим і непереборним почуттям недосягнутих цілей, і Монікою Рамбо — «міцною, як цвяхи, але глибоко пораненою всім, що вона втратила». При цьому немає потреби дивитися серіал «Міс Марвел» або «Ванда-Віжен», щоб зрозуміти передумови сюжету «Марвелів». Бойові сцени, де троє героїнь міняються місцями, є органічною частиною сюжету, який вирізняється простотою.
Маногла Дарґіс у The New York Times писала: «Це 33-й фільм у кінематографічному всесвіті Marvel, який продовжує розширюватися, навіть якщо його культурна цікавість і резонанс зменшуються». В ньому привабливий акторський склад, героїні «добрі, навіть у своїй начебто найлютішій формі», але демонстрація того, що супергерої такі ж, як звичайні люди, лише з суперсилами, триває надто довго. Хороші якості фільму достатнього рівня, проте не вирізняють його.